# Aéroport de Fort McPherson
L'aéroport de Fort McPherson est un aéroport situé dans les Territoires du Nord-Ouest, au Canada.